# El premi
 El premi (títol original en anglès: The Prize) és una pel·lícula estatunidenca dirigida per Mark Robson, estrenada el 1963. Ha estat doblada al català.

## Argument[2]
Durant la Guerra Freda, un escriptor nord-americà, faldiller i aficionat a la beguda, arriba a Estocolm per rebre el Premi Nobel de Literatura. Una vegada allà, descobreix, per casualitat, que uns agents soviètics projecten segrestar un savi refugiat als Estats Units amb ocasió del lliurament del Premi Nobel.

## Repartiment
- Paul Newman: Andrew Craig
- Elke Sommer: Inger Lisa Andersson
- Edward G. Robinson: Dr. Max Stratman / Prof. Walter Stratman
- Diane Baker: Emily Stratman
- Micheline Presle: Dr. Denise Marceau
- Gérard Oury: Dr. Claude Marceau
- Sergio Fantoni: Dr. Carlo Farelli
- Kevin McCarthy: Dr. John Garrett
- Leo G. Carroll: Comte Bertil Jacobsson
- Sacha Pitoëff: Daranyi
- Jacqueline Beer: Monique Souvir, secretària del Dr. Claude Marceau
- Don Dubbins: Ivar Cramer, l'home de confiança
- Karl Swenson: Hilding
- John Qualen: Oscar
- John Banner: el corresponsal alemany
- Edith Evanson: Sra. Ahlquist
- Virginia Christine: Sra. Bergh

## Al voltant de la pel·lícula
La pel·lícula fa un cert nombre de referències molt explícites a «Perseguit per la mort» de Hitchcock: l'escena a pagès, amb la policia, d'una obra amb la qual res no ha passat... la reunió (aquí nudistes!) pertorbada per l'heroi que fa intervenir la policia per escapar-se dels seus perseguidors, etc.

## Premis i nominacions
Premis
- 1964: Globus d'Or a la millor promesa per Elke Sommer

Nominacions
- 1964: Globus d'Or a la millor actriu secundària per Diane Baker